# Ягода

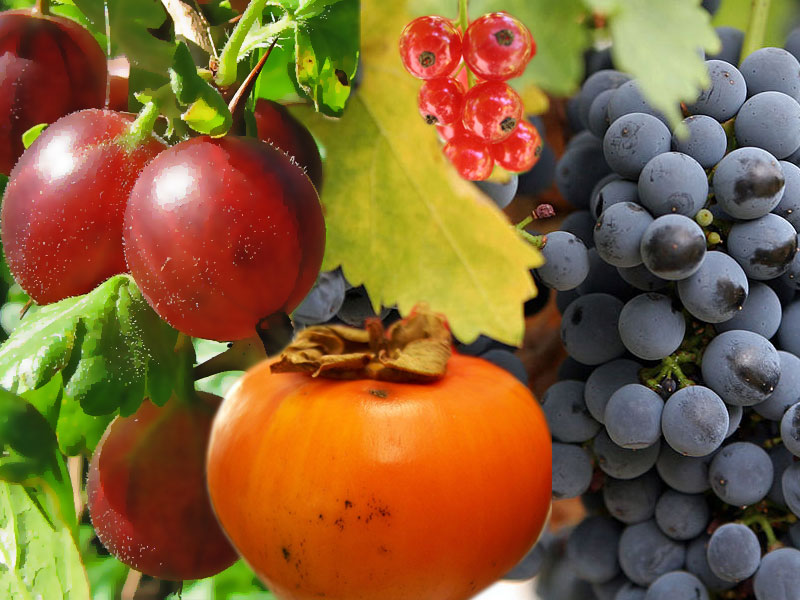
Чотири типи дійсних ягід; за годинниковою стрілкою справа: виноград, хурма, аґрус, порічки (верх).

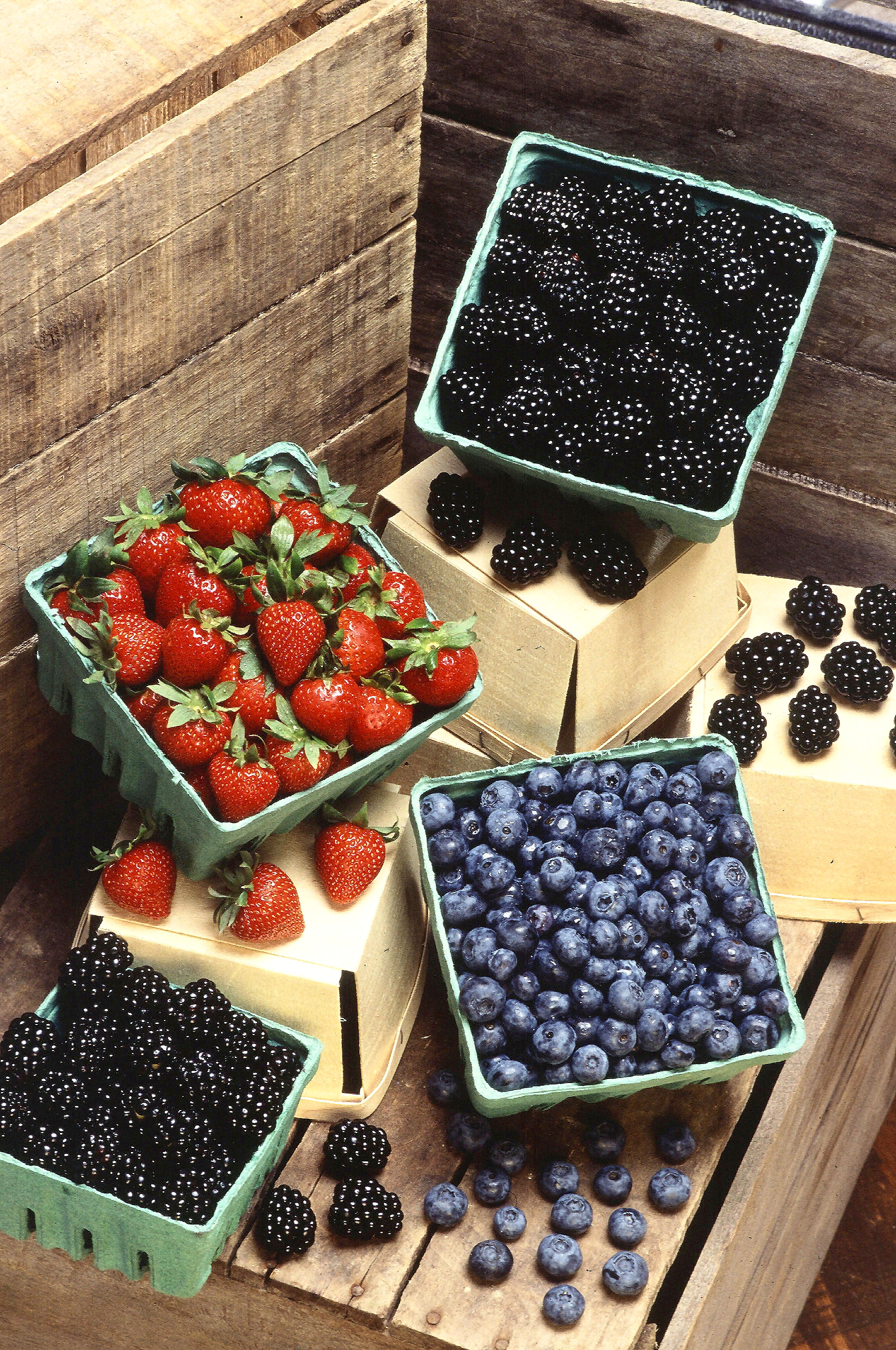
Кілька типів «ягід» у звичайному розумінні, жодна з яких не є ягодою з ботанічної точки зору; згори донизу: ожина, полуниці, чорниці.

Я́года — тип простого плоду, що має м'який їстівний м'якуш та насіння, що утворюються з єдиної зав'язі. У народі, проте, ягодами вважають невеликі плоди круглої або довгастої форми, кислі або солодкі.

## Справжні ягоди
У ботаніці ягода — найпоширеніший тип плодів із м'якушем, в якому вся стінка зав'язі перетворюється на їстівний перикарп. Квітка рослин, з якої формується ягода, має верхню зав'язь та один або більше плодолистків і формує тонкий покривний шар та соковиту середину плода. Насіння формується всередині м'якоті. Прикладами таких плодів є помідор, виноград, лічі, мушмула, лукума, плантан, авокадо, хурма, баклажан, гуава, фізаліс та перець.

## Споріднені типи плодів
Багато інших типів плодів споріднені з ягодами та називаються модифікованими ягодами. У народі представники всіх цих типів можуть бути або можуть не бути справжніми ягодами:
- Несправжня ягода
  - Гесперидій — плід цитрусів, таких як апельсин, кумкват і лимон, на відміну від справжніх ягід у цих плодів формується товста неїстівна шкірка, що захищає плід.
  - Епігінична ягода — плоди огірків та споріднених рослин (ці плоди також відомі як «пепо»), а також, наприклад, чорниці і журавлини. На відміну від справжніх ягід, плоди цих рослин формуються з інших частин квітки, відмінних від зав'язі.
- Складний плід
  - Збірний плід — складний плід, в якому зрослися разом різні плоди, сформовані з різних зав'язей одної квітки.
  - Супліддя — складний плід, в якому зрослися разом різні плоди, сформовані з різних квіток[1].
- Інші несправжні плоди, у яких їстівна частина плоду формується з інших частин рослини, відмінних від квітки, як це відбувається в полуниці.

|                     |            | Ботанічне визначення                                            | Ботанічне визначення             | Ботанічне визначення | Ботанічне визначення        | Ботанічне визначення           | Ботанічне визначення | Ботанічне визначення                    |
| Справжні ягоди      | Гесперидії | Епігіничні ягоди                                                | Пепо                             | Збірні ягоди         | Супліддя                    | Несправжні ягоди               |                      |                                         |
| ------------------- | ---------- | --------------------------------------------------------------- | -------------------------------- | -------------------- | --------------------------- | ------------------------------ | -------------------- | --------------------------------------- |
| Звичайне визначення | Ягоди      | Смородина, порічки, аґрус                                       |                                  | Журавлина, чорниця   |                             | Малина, ожина, бойзенова ягода | Шовковиця            | Полуниця                                |
| Звичайне визначення | Не ягоди   | Помідор, баклажан, гуава, лукума, перець, гранат, авокадо, ківі | Апельсин, лимон, лайм, грейпфрут | Банан                | Гарбуз, огірок, диня, кавун | Маклюра                        | Ананас, фіга         | Яблуко, персик, вишня, спаржа, соняшник |